# Jonathan Dayton
Jonathan Dayton (født 16. oktober 1760, død 9. oktober 1824) var en amerikansk politiker og revolutionær frihedskæmper. Byen Dayton i Ohio har fået sit navn opkaldt efter ham.